# Aeropuerto de Palmar Sur
Aeropuerto de Palmar Sur är en flygplats i Costa Rica.   Den ligger i provinsen Puntarenas, i den södra delen av landet, 130 km sydost om huvudstaden San José. Aeropuerto de Palmar Sur ligger 14 meter över havet.
Terrängen runt Aeropuerto de Palmar Sur är platt åt sydväst, men åt nordost är den kuperad. Runt Aeropuerto de Palmar Sur är det glesbefolkat, med 12 invånare per kvadratkilometer. Närmaste större samhälle är Ciudad Cortés, 6,2 km väster om Aeropuerto de Palmar Sur. Omgivningarna runt Aeropuerto de Palmar Sur är en mosaik av jordbruksmark och naturlig växtlighet.